# Robin de Levita

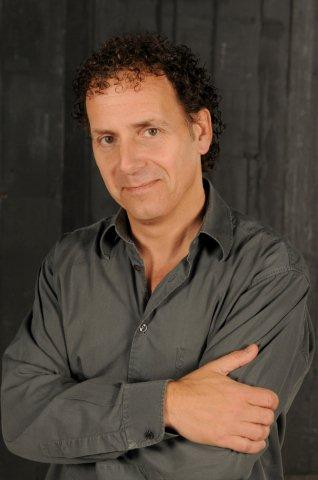
Robin de Levita

Robin Cees de Levita (Amsterdam, 19 april 1959) is een Nederlandse theater- en televisieproducent, met zowel nationale als internationale producties en prijzen op zijn naam. Hij won Tony Awards voor de musicals 42nd Street, Titanic en Into the Woods, alsook een Laurence Olivier Award voor de rockopera The Who’s Tommy. De Levita is samen met New Productions producent van de langstlopende musical van Nederland, Soldaat van Oranje en van het langstlopende toneelstuk van Nederland, ANNE.

## Afkomst
Hij is de zoon van Loek de Levita en Merel Laseur, kleinzoon van Mary Dresselhuys en Cees Laseur en tweelingbroer van televisie- en filmproducent Alain de Levita.

## Carrière
De Levita produceerde ruim honderd televisieprogramma's voor Joop van den Ende tv-producties/Endemol waaronder André’s Comedy Parade met André van Duin (1982) en Moordspel (1987). Vervolgens werkte hij voornamelijk in het buitenland. Van 1993 tot 2001 woonde hij in New York. Vanuit de Amerikaanse stad werkte hij zeven jaar lang als directeur van Endemol Theater Producties. Zijn eerste grote productie op Broadway was de musical Cyrano. Daarna produceerde hij onder meer Victor/Victoria met Julie Andrews.
Hij werd partner van Dodger Theatricals, waarmee hij onder meer Hamlet (met Ralph Fiennes), 42nd Street, Urinetown en Into the Woods produceerde.
De Levita vertrok vervolgens naar Londen, waar hij op West End producent was van onder meer The Who’s Tommy en coproducent van onder meer Chicago, West Side Story en The Full Monty. In Duitsland werkte hij onder meer aan de productie van Elisabeth, The Lion King, Cats, Titanic en Les Misérables. In Spanje deed hij de productie van Cabaret en Mamma Mia! en in Moskou van Cats.
In Nederland produceerde hij onder meer de musicals Les Misérables, The Phantom of the Opera, Miss Saigon en The Lion King.
Als theaterproducent was hij van 2000 tot eind 2005 lid van het bestuur van Stage Entertainment. Hij richtte in 2005 zijn eigen productiemaatschappij op: Robin de Levita Productions. Hij ontwikkelde twee musicals met Sarah Miles en John Ewbank: Carmen en Mad Alice. In februari 2011 werd bekendgemaakt dat de productiemaatschappij een joint venture had getekend met de IJslandse producent Vesturport om internationale producties op onder meer Broadway en West End te brengen. De eerste samenwerking tussen de twee partijen was Metamorphosis in de Brooklyn Academy of Music (BAM).
De Levita produceerde samen met New Productions de musical Soldaat van Oranje, die is gebaseerd op het waargebeurde verhaal van verzetsheld Erik Hazelhoff Roelfzema. Hij bedacht hiervoor een nieuwe presentatievorm van theater: een ronddraaiende zaal met 1100 zitplaatsen, met de naam SceneAround. In december 2013 werd Soldaat van Oranje de langstlopende musical van Nederland.
De Levita is sinds 2012 medeoprichter en -eigenaar van het internationale mediaproductiebedrijf Imagine Nation.
Hij is de producent van de theatervoorstelling ANNE, die op 8 mei 2014 haar wereldpremière beleefde in Theater Amsterdam. ANNE is een toneelstuk over het leven van Anne Frank en is tot stand gekomen op initiatief van en in samenwerking met het Anne Frank Fonds Basel. In oktober 2015 hadden meer dan 300.000 bezoekers ANNE bezocht. ANNE is de langstlopende toneelvoorstelling van Nederland.
In het voorjaar van 2016 was hij een van de producenten van de bioscoopfilm Fissa. Datzelfde jaar produceerde De Levita samen met Kees Abrahams, Marco Borsato en John Ewbank de musical SKY. De wereldpremière van SKY vond op 3 april 2016 plaats in Theater Amsterdam. Voor de musical, die gaat over een tienermeisje dat door een moeilijke tijd gaat omdat ze wordt gepest, is 3D-techniek gebruikt.

## Prijzen
- Tony Award voor Titanic (1997, Best Musical), 42nd Street (2001, Best Revival), Into the Woods (2002, Best Revival)
- Tevens genomineerd voor Cyrano - The Musical, 42nd Street, The Music Man, Urinetown en Into the Woods
- Laurence Olivier Award in 1996 voor The Who’s Tommy
- Outer Critics Circle Award voor Victor/Victoria (1995), 42nd Street (2000) en Urinetown (2001)
- John Kraaijkamp Musical Award voor AIDA (2002), Saturday Night Fever (2003) en De Fabeltjeskrant Musical (2008)